# أندري موراشكو
أندري موراشكو (مواليد 13 يناير 1975) هو مبارز بالسيف من روسيا البيضاء، مثّل بلاده في الألعاب الأولمبية الصيفية 2000.

## روابط خارجية
أندري موراشكو على موقع أوليمبيديا (الإنجليزية)